# George Sand
Armandine Aurore Lucile Dudevant født Dupin (født 1. juli 1804, død 8. juni 1876) var en fransk forfatter og baronesse. Hun brugte pseudonymet George Sand.
George Sand huskes i dag mest for sine kærlighedsaffærer med Prosper Mérimée, Alfred de Musset og Frédéric Chopin. Hun var en af sin tids betydeligste franske romanforfattere og skilte sig ud ved at ryge cigarer og gå i mandetøj.

## Biografi
Sands far, Maurice Dupin, var barnebarn af den franske general Moritz af Sachsen. Moritz var uægte søn af August den stærke, konge af Polen og kurfyrste af Sachsen. Sands mor, Sophie-Victoire Delaborde, var modist.
Sand blev født i Paris, men tilbragte store dele af sin barndom hos sin farmor, Marie Aurore de Saxe, også kendt som Madame Dupin de Francueil, på hendes gods Nohant i den franske provins Berry. Senere i livet brugte Sand omgivelserne i Nohant som inspiration til sine romaner.
I 1822, da Sand var 18 år, giftede hun sig med baron Casimir Dudevant (1795-1871), der var uægte søn af baron Jean-François Dudevant. Parret fik to børn: Maurice (1823-1889) og Solange (1828-1899). I begyndelsen af 1831 gik hun fra sin mand og indledte et nyt liv præget af forskellige kærlighedsaffærer. I 1835 fik hun skilsmisse og overtog forældremyndigheden over sine børn.
Sand havde forhold til Jules Sandeau (1831), Prosper Mérimée, Alfred de Musset (sommeren 1833 – marts 1835), Louis-Chrystosome Michel, forfatteren Charles Didier, Pierre-François Bocage, Félicien Mallefille, Louis Blanc og Frédéric Chopin (1837-47). Senere førte hun en korrespondance med Gustave Flaubert; på trods af forskelle i temperament endte de med at blive nære venner. Sand var også tæt knyttet til skuespillerinden Marie Dorval. Det skabte rygter om et lesbisk forhold.
På Mallorca kan man besøge det nedlagte karteuserkloster i Valldemosa, hvor Sand tilbragte vinteren 1838-39 sammen med Chopin og sine to børn. Hun beskrev rejsen i bogen Un Hiver à Majorque (”En Vinter på Mallorca”), udgivet i 1855.
Chopin var allerede syg af tuberkulose (eller cystisk fibrose), og han og Sand troede, at en rejse til Mallorca ville gavne hans helbred; men den mallorcanske vinter var kold og regnfuld og forværrede Chopins symptomer, så rejseselskabet måtte forlade øen i hast.
Sand og Chopin slog op to år før Chopins død. Der var forskellige årsager til bruddet. I 1847 udgav Sand romanen Lucrezia Floriani, der handler om en syg østeuropæisk fyrste ved navn Karol, som bliver passet af skuespillerinden Lucrezia. Hovedpersonerne kan identificeres med Chopin og Sand; selv om Sand benægtede at have karikeret Chopin i sin roman, har han muligvis følt sig krænket over den.
Den umiddelbare årsag til bruddet var dog Sands datter Solange. Chopin bibeholdt et godt forhold til Solange og hendes mand, billedhuggeren Auguste Clésinger, efter at parret havde haft et voldsomt skænderi med George Sand om pengesager. Sand opfattede Chopins støtte til Solange som forræderi og et bevis på, at han altid ”havde elsket” Solange.
Sands søn Maurice brød sig ikke om Chopin. Maurice, der ønskede at overtage rollen som ”herren i huset”, så Chopin som en rival.
I 1847 bragte Chopin og Sand deres 10 år lange forhold til ophør. Han var fattig, men hans rige skotske elev Jane Stirling havde lejet en stor lejlighed til ham i Place Vendôme 12, hvor han tilbragte den sidste tid frem til sin død i 1849. Stirling betalte også udgifterne til hans begravelse i Madeleinekirken. Begravelsen blev overværet af mere end 3.000, deriblandt Eugène Delacroix, Franz Liszt, Victor Hugo og andre berømtheder. Men George Sand var fraværende.
Under Pariserkommunen støttede hun regeringen i Versailles og opfordrede den til at slå hårdt ned på ”rebellerne” i Paris. 
George Sand døde 71 år gammel i Nohant nær Châteauroux i departementet Indre den 8. juni 1876. Hun ligger begravet på Cimetière de Nohant på godset Nohants område. I 2004 blev det foreslået at flytte hendes jordiske rester til Panthéon i Paris.

## Værker
- Voyage en Auvergne (skitse til selvbiografi, 1827)
- Compagnon du tour De France (1840)
- La Petite Fadette (1848)
- Château des Désertes (1850)
- Histoire de ma vie (selvbiografi frem til 1848; 1855)

### Romaner
- Rose et Blanche (1831, sammen med Jules Sandeau)
- Indiana (1832)
- Valentine (1832)
- Lélia (1833)
- Andréa (1833)
- Mattéa (1833)
- Jacques (1833)
- Kouroglou / Épopée Persane (1833)
- Leone Leoni (1833)
- Simon (1835)
- Mauprat (1837)
- Les Maîtres mosaïstes (1837)
- L'Oreo (1838)
- L'Uscoque (1838)
- Spiridion (1839)
- Un hiver à Majorque (1839)
- Pauline (1839)
- Horace (1840)
- Consuelo (1842)
- La Comtesse de Rudolstadt (1843 – fortsættelse af Consuelo)
- Jeanne (1844)
- Teverino (1845)
- Le Péché de M. Antoine (1845)
- Le Meunier d'Angibault (1845)
- La Mare au diable (1846)
- Lucrezia Floriani (1846)
- François le Champi (1847)
- La Petite Fadette (1849)
- Les Maîtres sonneurs (1853)
- La Daniella (1857)
- Elle et Lui (1859)
- Jean de la Roche (1859)
- L'Homme de neige (1859)
- La Ville noire (1860)
- Marquis de Villemer (1860)
- Mademoiselle La Quintinie (1863)
- Laura, Voyage dans le cristal (1864)
- Le Dernier Amour (1866, dedikeret til Gustave Flaubert)
- La Marquise (1834)

### Dramaer
- Gabriel (1839)
- François le Champi (1849)
- Claudie (1851)
- Le Mariage de Victorine (1851)
- Le Pressoir (1853)
- Fransk udgave af As You Like It (1856)
- Le Pavé (1862, "Brostenen")
- Le Marquis de Villemer (1864)
- Le Lis du Japon (1866, "Den Japanske Lilje")
- L'Autre (1870, sammen med Sarah Bernhardt)
- Un Bienfait n'est jamais perdu (1872, "En god gerning er aldrig spildt")